# Engelskirchen

Engelskirchen est une commune de Rhénanie-du-Nord-Westphalie (Allemagne), située dans l'arrondissement du Haut-Berg, dans le district de Cologne, dans le Landschaftsverband de Rhénanie.

## Politique et administration

### Jumelages
- Plan-de-Cuques.

## Patrimoine
- Filature Ermen & Engels (en allemand : Baumwollspinnerei Ermen & Engels) fondée par le père de Friedrich Engels, associé de Karl Marx[1],[2] et Centrale électrique Ermen & Engels (en allemand : Kraftwerk Ermen & Engels). En 1900, c'était une des premières centrales électriques de la région[3],[4].

## Personnalités liées à la commune
- Walter Haensch (1904-1994), SS-Obersturmbannführer.
- Esther Kinsky (1956-), écrivaine et traductrice.
- Michel Leeb (1947-), acteur et humoriste français.